# Chapelle du Verbe Incarné (Avignon)
La Chapelle du Verbe Incarné est un ancien édifice religieux de taille modeste, situé au 21 rue des Lices, dans le centre historique de la commune d'Avignon, chef-lieu du département français de Vaucluse.

Depuis 1998, la chapelle est utilisée comme salle de spectacles durant le Festival d'Avignon.

## Histoire
La Chapelle du Verbe Incarné est le seul vestige de l'ancien couvent des Dames du Verbe Incarné, fondé en 1639 par la vénérable Jeanne Chézard de Matel. Issue d'une famille aristocratique roannaise, cette religieuse française crée en 1625, avec sa fortune personnelle, une maison d'éducation pour les jeunes filles et fonde une communauté religieuse pour s'en occuper. Après plusieurs années de patience, Jeanne Chézard de Matel verra sa communauté enfin reconnue par l'autorité cléricale et installera le 15 décembre 1639 le premier couvent et la première école de l'Ordre du Verbe incarné en Avignon, rue des Lices. 

## Architecture
Construit dans un style romain typique du XVIIe siècle, juste en face de l'ancien couvent jésuite des Cordeliers (devenu l'actuel Lycée Saint-Joseph d'Avignon), le couvent des Dames de l'Ordre du Verbe incarné subira un grave incendie. Seule sa chapelle sera reconstruite entre 1725 et 1728 par les architectes avignonnais Jean-Baptiste Franque et son fils François Franque. 
Aujourd'hui, la façade de l'édifice est inscrite au titre des monuments historiques par arrêté en date du 4 octobre 1932.

## Statut actuel
La Chapelle du Verbe Incarné est actuellement une propriété privée, qui depuis 1998 accueille chaque année, au mois de juillet, la programmation du TOMA (Théâtres d’Outre-Mer en Avignon) dans le cadre du Festival Off d'Avignon .